# Jekatierina Soczniewa
Jekatierina Soczniewa (ros. Екатерина Сочнева, ur. 12 sierpnia 1985) – rosyjska piłkarka grająca na pozycji pomocnika, zawodniczka drużyny FK Zorkiy Krasnogorsk i reprezentacji Rosji, uczestniczka Mistrzostw Europy w Piłce Nożnej Kobiet 2009.